# Betssy Chávez

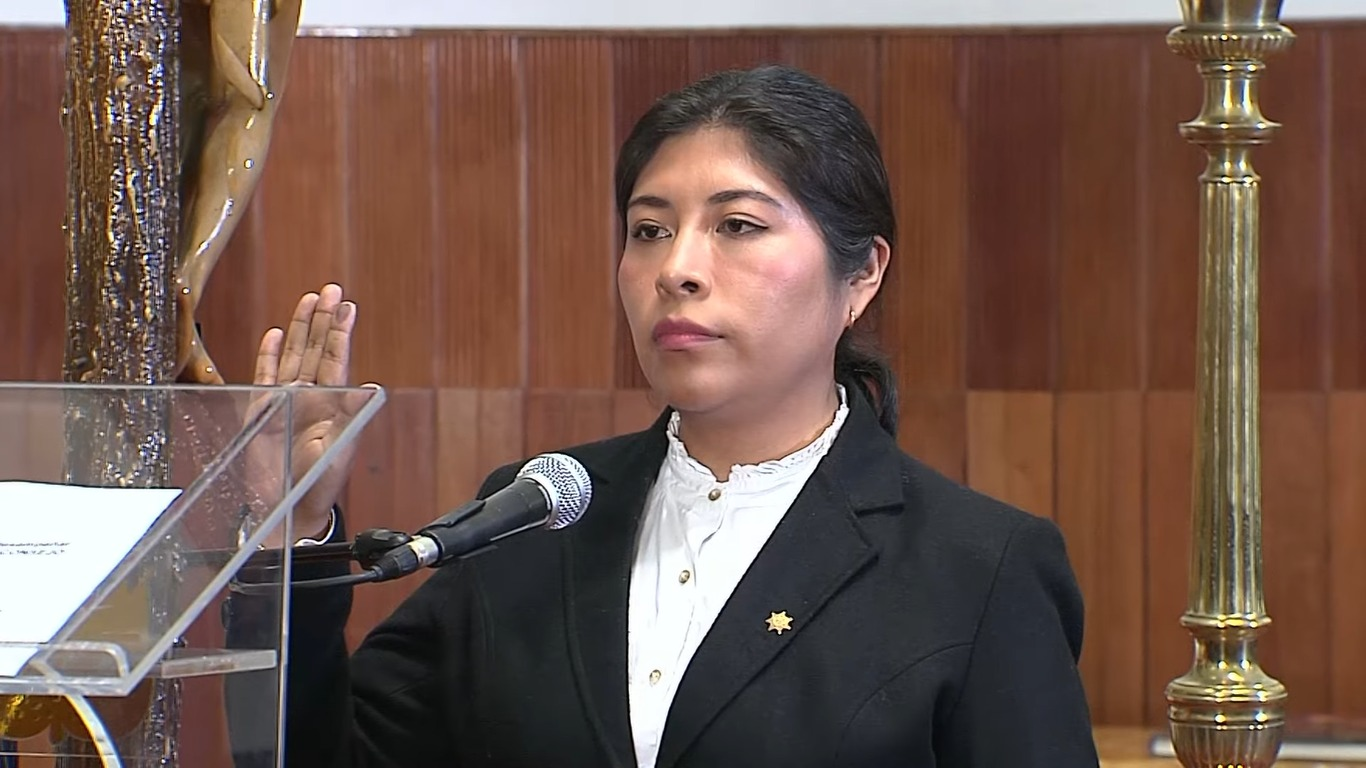
Betssy Chavez (2022)

Betssy Betzabet Chávez Chino (* 3. Juni 1989 in Tacna) ist eine peruanische Rechtsanwältin und Politikerin, die vom 26. November bis zum 7. Dezember 2022 als peruanische Premierministerin fungierte und dann ihr Amt niederlegte. Sie war Perus siebte Premierministerin. Seit Juni 2023 befindet sie sich, wegen des Vorwurfs der Rebellion und Verschwörung, in Untersuchungshaft.

## Leben
Ausbildung
Chavez studierte Rechtswissenschaften an der Jorge Basadre Grohmann National University in Tacna und hatte verschiedene Positionen in der studentischen Selbstverwaltung inne. Sie schloss 2016 ihr Jurastudium ab und verfügt über einen Master-Abschluss mit Schwerpunkt auf Verfassungsrecht von der Universität José Carlos Mariátegui in Moquegua.
Karriere
Chávez arbeitete als Anwältin der Regionalregierung von Tacna (2020), als Technikerin und Assistentin im Kongress der Republik (2017–2020) und als Büroleiterin an der Jorge Basadre Grohmann University School of Law.
Politische Karriere
Sie war seit Juli 2021 Mitglied des peruanischen Kongresses Mitglied für die linke Partei Perú Libre und amtierte von August 2022 bis November 2022 als Kulturministerin. Zuvor war sie von Oktober 2021 bis Mai 2022 Ministerin für Arbeit und Beschäftigungsförderung, verlor dieses Amt jedoch per Misstrauensantrag. Später bekleidete sie das Amt der Kulturministerin, bevor sie zur Premierministerin ernannt wurde. Chávez war der fünfte Premierminister, der von Präsident Pedro Castillo ernannt wird, was von Beobachtern als Folge der anhaltenden politischen Instabilität gewertet wird. Am 7. Dezember 2022 gab sie ihren Rücktritt bekannt.
Am  20. Juni 2023 verhaftete die peruanische Nationalpolizei die ehemalige Premierministerin wegen des Vorwurfs Verbrechen der Rebellion und Verschwörung gegen den Staat. Chávez wurde festgenommen, nachdem der Oberste Gerichtshof eine 18-monatige Untersuchungshaft für sie angeordnet hatte. Die Anklage gegen Chávez geht auf den Versuch des gestürzten ehemaligen Präsidenten Pedro Castillo zurück, im Dezember 2022 angesichts eines koordinierten rechten Angriffs den Kongress aufzulösen und per Dekret zu regieren.